# Gunnar Sønsteby
Gunnar Fridtjof Thurmann Sønsteby (Rjukan, 11 gennaio 1918 – Oslo, 10 maggio 2012) è stato un partigiano norvegese. Fu un membro della Resistenza norvegese dal 1940 al 1945 durante l'invasione tedesca della Norvegia nella seconda guerra mondiale.
Noto con i soprannomi di Kjakan (Il mento) e No. 24, ha ricevuto per le sue azioni durante la guerra la più alta decorazione militare norvegese, la Croce di guerra con tre spade.

## Seconda guerra mondiale

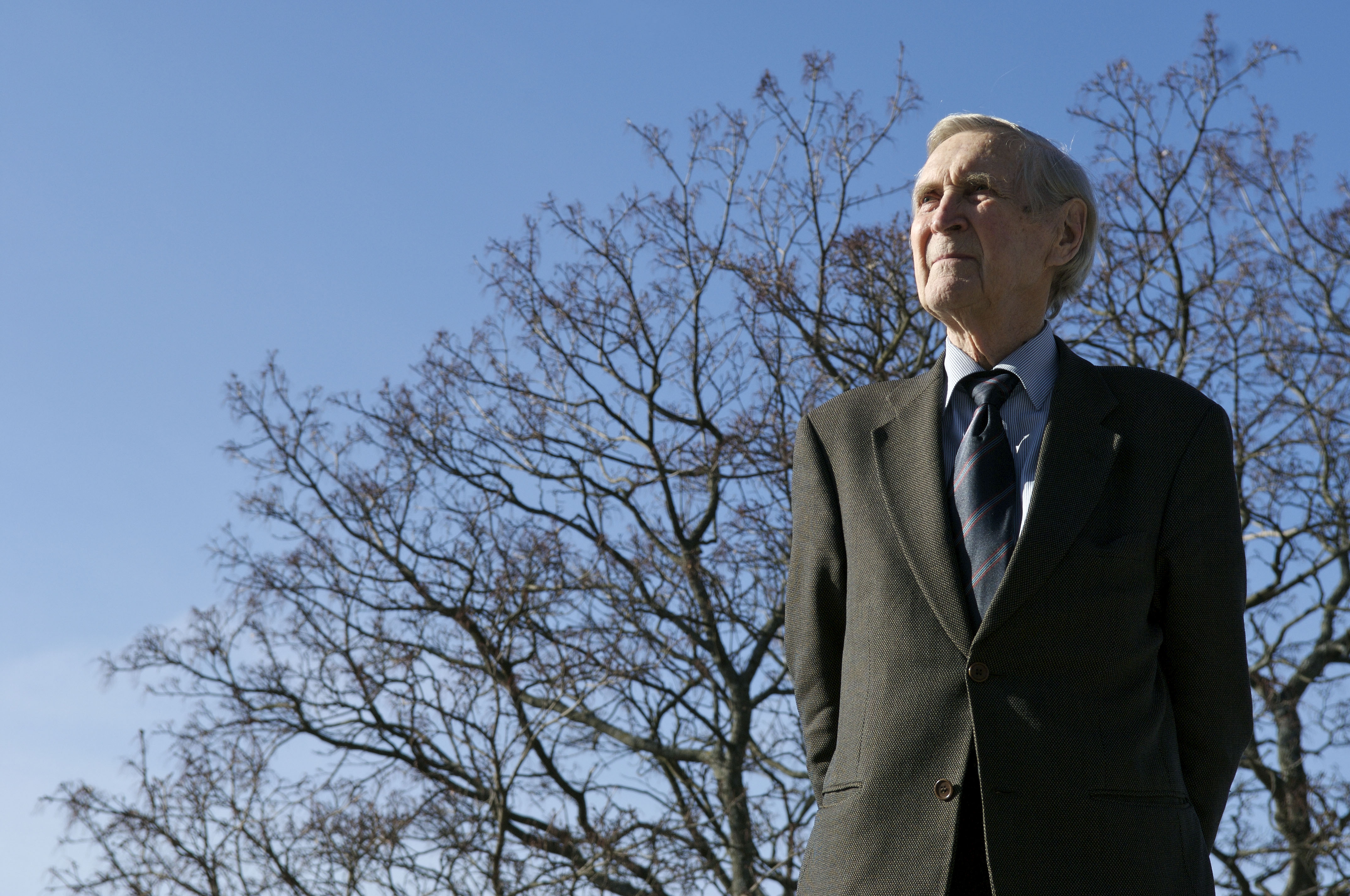
Sønsteby nel 2008

All'epoca dell'invasione tedesca della Norvegia nell'aprile 1940 Sønsteby era uno studente che lavorava in un'officina per la riparazione di moto ad Oslo. Dopo la resa delle forze armate regolari norvegesi il 10 giugno 1940, entrò in contatto con Max Manus che aveva organizzato un primo gruppo di resistenza contro l'occupazione nazista. Nel 1942 divenne l'"Agente 24" nello Special Operations Executive (SOE) e nel 1943, dopo aver seguito un corso di sabotaggio in Inghilterra divenne il contatto per tutti gli agenti del SOE nella Norvegia orientale e capo con Max Manus del cosiddetto gruppo di Oslo (Oslogjengen, letteralmente gang di Oslo), il distaccamento di Oslo della Kompani Linge che compì tra il marzo 1944 e il maggio 1945 una serie di eclatanti sabotaggi ai danni delle truppe occupanti. Le operazioni del gruppo, formato da dieci persone in tutto, furono dirette anche verso le strutture amministrative che avrebbero dovuto gestire nel maggio 1944 la chiamata delle classi 1921, 1922 e 1923 al "dovere lavorativo nazionale", ed in precedenza a fronte di un tentativo di chiamata alle armi di 75.000 norvegesi da inviare sul fronte russo. Il gruppo decise di opporsi, distruggendo i macchinari per la catalogazione e l'ordinamento delle schede il 18 maggio 1944 ed il 17 giugno 1944, e devastando l'ufficio anagrafe al Akersgaten 55 di Oslo.
Altri atti di sabotaggio includono: il contrabbando delle matrici per la stampa delle corone norvegesi e la distruzione dell'ufficio per il lavoro forzato norvegese, che fermò i piani nazisti di invio di giovani norvegesi sul fronte orientale.; il furto di 75.000 libretti del razionamento, che mise sotto pressione le autorità e fermò una minaccia del taglio delle razioni; la distruzione di un impianto di produzione di acido solforico a Lysaker; la distruzione o il serio danneggiamento di oltre 40 aeroplani e del relativo equipaggiamento che erano in riparazione in un deposito di una compagnia tranviaria a Korsvoll; la distruzione di una locomotiva in riparazione a Skabo; la distruzione di diversi cannoni Bofors, un cannone da campo e di diversi macchinari per l'industria nella fabbrica d'armi di Kongsberg; un grosso incendio in un deposito d'olio nel porto di Oslo che distrusse una grande quantità di oli lubrificanti e di altri oli speciali.
Fu uno degli uomini più ricercati dalla Gestapo in Norvegia e per sfuggire alla cattura divenne un maestro di travestimenti ed utilizzò oltre trenta nomi e identità differenti. I tedeschi riuscirono ad ottenere il suo vero nome solo poco prima della fine della guerra, ma non furono mai capaci di catturarlo.

### Assassinio degli informatori
All'età di ottant'anni Sønsteby commentò "Ovviamente furono prese decisioni sbagliate anche da parte del movimento di resistenza. Ma ci si deve ricordare che c'era una guerra in corso. È capitato di essere forzati ad uccidere senza essere certi che la persona coinvolta fosse un informatore. Ma erano le decisioni giuste, allora ed in quel momento."

## Dopo la guerra

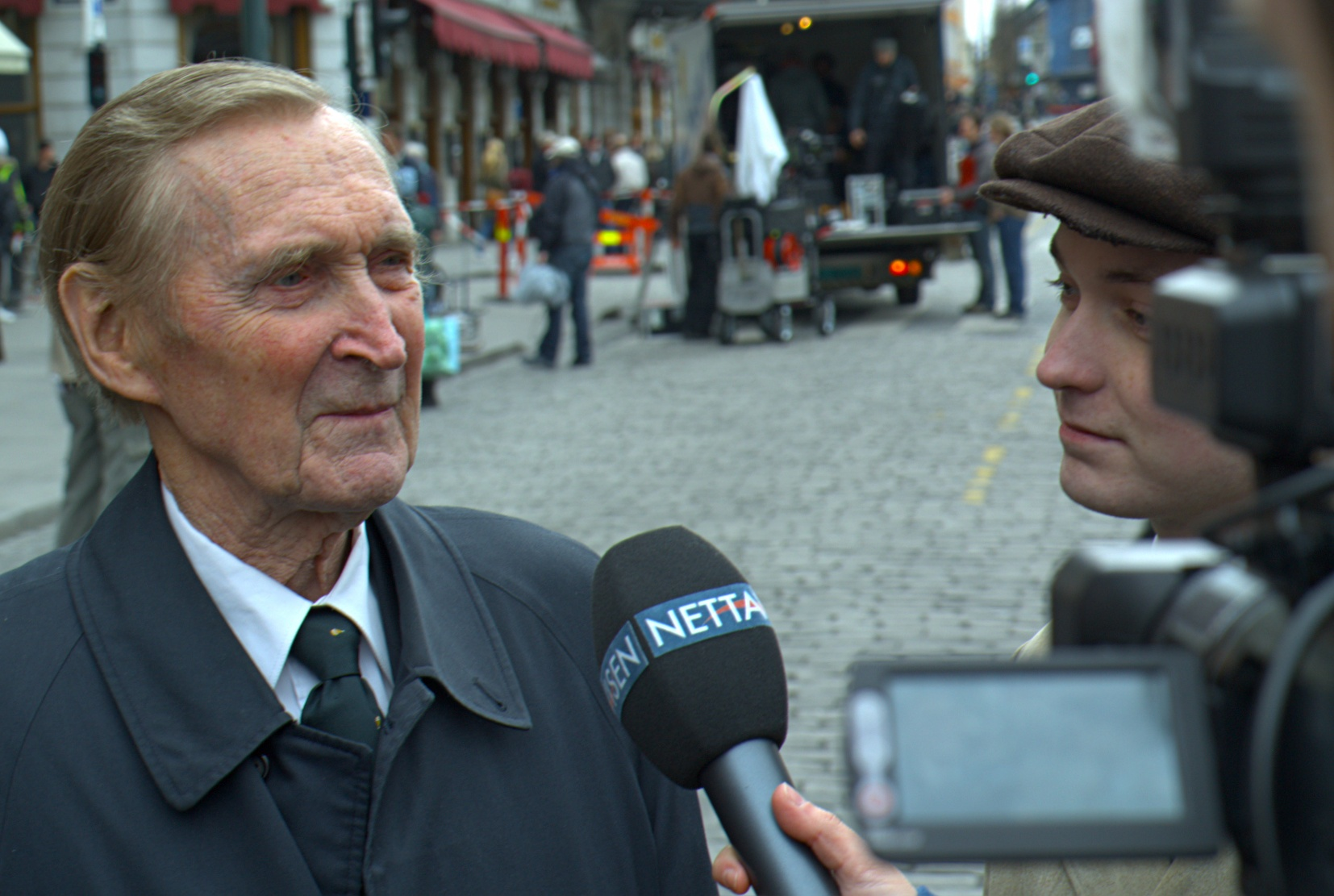
Gunnar Sønsteby e Knut Joner intervistati dalla Nettavisen durante le riprese del film Max Manus

Dopo la guerra Sønsteby si trasferì negli Stati Uniti dove si iscrisse alla Harvard Business School ritornando successivamente in Norvegia. Dopo il pensionamento intensificò la sua attività di relatore e conferenziere sugli eventi della seconda guerra mondiale per educare le nuove generazioni.
L'11 novembre 2008 per il suo novantesimo compleanno fu tenuto un ricevimento alla Fortezza di Akershus a cui parteciparono re Harald V e altri membri della famiglia reale norvegese.
Alla sua morte furono tenuti i funerali di Stato il 25 maggio 2012 nella Cattedrale di Oslo. Ventiquattro soldati della Guardia reale formarono la guardia d'onore, con sei alti ufficiali come portatori della bara. Al servizio fu presente Harald V, il primo ministro norvegese, il corrente ministro della difesa e sei suoi predecessori, il capo della difesa, rappresentanti di diverse ambasciate, tra cui quello degli Stati Uniti. Durante le esequie quattro F16 dell'aviazione norvegese fecero un passaggio noto come "missing man formation", una formazione nella quale manca visibilmente un apparecchio a mostrare la mancanza di un uomo.
Oltre alle decorazioni ricevute nel 2001 gli è stato assegnato il premio culturale dell'American-Scandinavian Foundation..
Una statua in suo onore è stata eretta a Oslo in piazza Solli, scolpita da Per Ung, lo ritrae a 25 anni vicino alla sua bicicletta. La statua fu inaugurata da re Harald V.

## Nella cultura popolare
Gunnar Sønsteby fu interpretato da Knut Joner nel film Max Manus (2008), dedicato alle imprese della Oslogjeng.
Alla sua figura e alle sue eroiche imprese è dedicato il film norvegese Numero 24, uscito nell'ottobre 2024 e diffuso a livello mondiale su Netflix dal febbraio 2025: il titolo si riferisce al suo nome in codice durante la Resistenza.

## Decorazioni
- Norvegia
  - Croce di guerra con tre spade[10][15]
  - Commendatore dell'Ordine reale norvegese di Sant'Olav[16]
  - Croce di onore della polizia norvegese[7]
  - Croce di onore della difesa norvegese
  - Medaglia del servizio della difesa con ramo di alloro[7]
  - Medaglia della difesa 1940–1945 con rosetta[17]
  - Medaglia del 70º anniversario di re Haakon VII
  - Medaglia commemorativa di sua maestà il re[17]
  - Membro onorario dell'associazione della difesa norvegese
  - Medal of St. Hallvard (2009)
- Regno Unito
  - Distinguished Service Order[17]
  - 1939-1945 Star
  - Defence Medal
- Stati Uniti
  - Medal of Freedom con palma d'argento[17]
  - United States Special Operations Command Medal[7]
  - Association of Former Intelligence Officers Freedom Award
- Polonia
  - Pro Memoria Medal[18]